# Ezra C. Gross
Ezra Carter Gross (* 11. Juli 1787 in Hartford, Vermont; † 9. April 1829 in Albany, New York) war ein US-amerikanischer Jurist und Politiker. Zwischen 1819 und 1821 vertrat er den Bundesstaat New York im US-Repräsentantenhaus.

## Werdegang
Ezra Carter Gross wurde ungefähr vier Jahre nach dem Ende des Unabhängigkeitskrieges in Hartford im Windsor County geboren und wuchs dort auf. In dieser Zeit verfolgte er klassische Altertumswissenschaften. 1806 graduierte er an der University of Vermont in Burlington. Er studierte Jura. Seine Zulassung als Anwalt erhielt er 1810 und begann dann in Elizabethtown zu praktizieren. Später war er in Keeseville tätig. Seine Zulassung als Master am New York Court of Chancery erhielt er im Jahr 1812. Er diente im Britisch-Amerikanischen Krieg und nahm an mehreren Gefechten teil. Zwischen 1814 und 1821 hielt er ein Offizierspatent in der Nationalgarde von New York. Er war zwischen 1815 und 1819 als Vormundschafts- und Nachlassrichter (surrogate) im Essex County. In den Jahren 1818, 1823 und 1824 war er Town Supervisor in Elizabethtown.
Als Gegner einer zu starken Zentralregierung schloss er sich in jener Zeit der von Thomas Jefferson gegründeten Demokratisch-Republikanischen Partei an. Bei den Kongresswahlen des Jahres 1818 für den 16. Kongress wurde Gross im zwölften Wahlbezirk von New York in das US-Repräsentantenhaus in Washington, D.C. gewählt, wo er nach dem 4. März 1819 die Nachfolge von John Palmer und John Savage antrat, welche zuvor zusammen den Distrikt im US-Repräsentantenhaus vertreten hatten. Er schied nach dem 3. März 1821 aus dem Kongress aus.
Nach seiner Kongresszeit ging er wieder seiner Tätigkeit als Anwalt nach. Er saß in den Jahren 1828 und 1829 in der New York State Assembly. Am 9. April 1829 verstarb er in Albany und wurde dann auf dem Evergreen Cemetery in Keeseville beigesetzt.